# Laphria fulvicrura
Laphria fulvicrura là một loài ruồi trong họ Asilidae. Laphria fulvicrura được Rondani miêu tả năm 1875. Loài này phân bố ở miền Ấn Độ - Mã Lai.